# 河东村东台（北）遗址
河东村东台（北）遗址，位于中国青海省乌兰县希里沟镇河东村，为青海省市县级文物保护单位，公布日期为1988年6月8日，类型为古遗址。
河东村东台（北）遗址的历史年代为青铜时代。